# کلونی (مجموعه تلویزیونی)
کلونی (به انگلیسی: Colony) مجموعه تلویزیونی آمریکایی در ژانر درام، اکشن و ماجراجویی به کارگردانی کارلتون کیوز است. فصل اول این سریال در تاریخ ۱۴ ژانویه ۲۰۱۶ از شبکه یواس‌ای نتورک پخش شد.

## داستان
در آینده‌ای نزدیک ، در دنیایی که توسط نیروهای فضاییِ بیگانه اشغال شده است و نسل بشر به دو گروه اطاعت کننده از اشغالگران و مخالفانشان تبدیل گشته است ، خانواده‌ای که در لس آنجلس زندگی می‌کنند ، در تلاش هستند با دوری کردن از قرار گرفتن در مرکز درگیری‌های این دو گروه و گرفتن تصمیمات دشوار در این شرایط سخت ، کنار یکدیگر مانده و زنده بمانند. اما زمان که پدر خانواده که در گذشته در نیروی پلیس مشغول به کار بوده ، مجبور می‌شود تا برای حمایت از خانواده‌اش با گروه اشغالگر همکاری نماید ، اوضاع برای این خانواده پیچیده‌تر و سخت‌تر می‌گردد و...

## بازیگران
- جاش هالوویدر نقش ویل بَومَن[۱][۳]
- سارا وین کالیز در نقش کِیتی بَومَن[۱]
- پیتر جکوبسن در نقش وکیل "اِسنایدِر"[۴]
- آماندا ریگتی در نقش مَدی بَومَن[۴]